# 对偶空间
在數學裡，任何向量空間V都有其對應的對偶向量空間（或簡稱為對偶空間），由V的線性泛函組成。此對偶空間俱有一般向量空間的結構，像是向量加法及純量乘法。由此定義的對偶空間也可稱之為代數對偶空間。在拓撲向量空間的情況下，由連續的線性泛函組成的對偶空間則稱之為連續對偶空間。
对偶空間是 row vector （{\displaystyle 1\times n}）與 column vector （{\displaystyle n\times 1}）的關係的抽象化。這個結構能夠在無限維度空間進行並為测度,分佈及希爾伯特空間提供重要的觀點。对偶空間的應用是泛函分析理論的特徵。傅立叶變換亦內蘊对偶空間的概念。

## 代數对偶空间
設{\displaystyle V}為 在域{\displaystyle F}上的向量空間，定義其对偶空間{\displaystyle V^{*}}為由{\displaystyle V}到{\displaystyle F}的所有線性函數的集合。
即是{\displaystyle V}的標量線性變換。{\displaystyle V^{*}}本身是{\displaystyle F}的向量空間，並且對所有{\displaystyle V^{*}}中的{\displaystyle \phi }及{\displaystyle \varphi }、所有{\displaystyle F}中的{\displaystyle a}、所有{\displaystyle V}中的{\displaystyle x}滿足以下加法及標量乘法：
{\displaystyle (\phi +\varphi )(x)=\phi (x)+\varphi (x)\,}
{\displaystyle (a\phi )(x)=a\phi (x)\,}
在張量的語言中，{\displaystyle V}的元素被稱為反變或逆變（contravariant）向量，而{\displaystyle V^{*}}的元素被稱為共變或協變（covariant）向量、「餘向量」或「同向量」（co-vectors），「线性型」或「1-形式」（one-form）。

### 例子
如果{\displaystyle V}是有限維的，{\displaystyle V^{*}}的維度和V的維度便相等；
如果{\displaystyle \left\{e_{1},...,e_{n}\right\}}是{\displaystyle V}的基，{\displaystyle V^{*}}便應該有相對基{\displaystyle \left\{e^{1},...,e^{n}\right\}}，記作：
{\displaystyle e^{i}(e_{j})=\left\{{\begin{matrix}1,&{\mbox{if }}i=j\\0,&{\mbox{if }}i\neq j\end{matrix}}\right.}
如果{\displaystyle V}是平面幾何向量的空間，{\displaystyle V^{*}}便是一組組的平行線。我們能從平行線應用到任何向量產生一個標量。
如果{\displaystyle V}是無限維度，{\displaystyle e^{i}}不能產生{\displaystyle V^{*}}的基；而{\displaystyle V^{*}}的維度比{\displaystyle V}的大。
例如空間{\displaystyle R^{(\omega )}}的元素是實數列，其擁有很多非零數字。{\displaystyle R^{\omega }}的雙對空間是所有實數數列的空間。這些數列{\displaystyle (a_{n})}被用於元素{\displaystyle (x_{n})}而產生{\displaystyle \sum _{n}a_{n}x_{n}}。

### 線性映射的轉置
設{\displaystyle f:V\rightarrow W}是線性映射。
{\displaystyle f}的轉置{\displaystyle {}^{t}\!f:W^{*}\rightarrow V^{*}}定義為
{\displaystyle {}^{t}\!f(\varphi )=\varphi \circ f\qquad \forall \varphi \in W^{*}}
對任何向量空間{\displaystyle V,W}，定義{\displaystyle L(V,W)}為所有從{\displaystyle V}到{\displaystyle W}的線性映射組成的向量空間。{\displaystyle f|\rightarrow {}^{t}\!f}產生從{\displaystyle L(V,W)}至{\displaystyle L(W^{*},V^{*})}的單射；這是個同構若且唯若{\displaystyle W}是有限維的。
若  線性映射f表示作其對{\displaystyle V,W}的基之矩陣{\displaystyle A} ,則{\displaystyle {}^{t}\!f}表示作其對{\displaystyle V^{*},W^{*}}的對偶基之轉置矩陣。
若{\displaystyle g:W\rightarrow X}是另一線性映射，則{\displaystyle {}^{t}\!\left(g\circ f\right)={}^{t}\!f\circ {}^{t}\!g}。
在范畴論的語言裡，為任何向量空間取對偶及為任何線性映射取轉置都是向量空間范畴的逆變函子。

### 雙線性乘積及对偶空間
正如所見，如果{\displaystyle V}擁有有限維度，{\displaystyle V}跟{\displaystyle V^{*}}是同構的，但是该同構并不自然；它是依賴于我们开始所用的{\displaystyle V}的基。事實上，任意同構{\displaystyle \phi =\left(V\rightarrow V^{*}\right)}在{\displaystyle V}上定義了一個唯一的非退化的雙線性型：
{\displaystyle \langle v,w\rangle =(\Phi (v))(w)\,}
相反地從每個在有限維空間中的非退化的雙線性積可以产生由{\displaystyle V}映射到{\displaystyle V^{*}}的同構。

### 到雙对偶空間内的單射
存在一個由{\displaystyle V}到其雙对偶{\displaystyle V^{**}}的自然映射{\displaystyle \psi }，定義為
{\displaystyle \left(\psi (v)\right)(\varphi )=\varphi (v)\forall v\in V,\varphi \in V^{*}}
{\displaystyle \psi }常是單射；当且仅当{\displaystyle V}的維數有限時，{\displaystyle \psi }是個同構。

## 連續對偶空間
處理拓撲向量空間時，我们一般僅對該空間射到其基域的連續線性泛函感興趣。由此導致連續對偶空間之概念，此乃其代數對偶空間之一子空間。向量空間{\displaystyle V}之連續對偶記作{\displaystyle V}′。此脈絡下可逕稱連續對偶為對偶。
線性賦範向量空間{\displaystyle V}（如一巴拿赫空間或一希爾伯特空間）之連續對偶{\displaystyle V}產生一線性賦範向量空間。對一{\displaystyle V}上之連續線性泛函，其範數{\displaystyle \left\Vert \varphi \right\Vert }定義為
{\displaystyle \|\phi \|=\sup\{|\phi (x)|:\|x\|\leq 1\}}
此法變一連續對偶為一線性賦範向量空間，實為巴拿赫空間。

### 例子
對任意有限維之線性賦範向量空間或拓撲向量空間，正如歐幾里得空間，其連續與代數對偶不二。
令{\displaystyle 1<p<\infty }為實數，並考慮所有序列{\displaystyle a=(a_{n})}構成之巴拿赫空間l p，使其範數
{\displaystyle \|\mathbf {a} \|_{p}=\left(\sum _{n=0}^{\infty }|a_{n}|^{p}\right)^{1/p}}
有限。以{\displaystyle {\frac {1}{p}}+{\frac {1}{q}}=1}定義{\displaystyle q}，{\displaystyle I^{p}}其連續對偶遂自然等同於{\displaystyle I^{q}}：給定一元素{\displaystyle \varphi \in (I^{p})}，{\displaystyle I^{q}}中相應元素為序列 {\displaystyle \left(\varphi (e_{n})\right)}，其中{\displaystyle e_{n}}謂第{\displaystyle n}項為1且餘項皆0之序列。反之，給定一元素{\displaystyle a=(a_{n})\in I^{q}}，{\displaystyle I^{p}}上相應之連續線性泛函{\displaystyle \varphi }定為{\displaystyle \varphi (a)=\sum _{n}a_{n}x_{n}}（對一切{\displaystyle a=(a_{n})\in I^{p}}，見Hölder不等式）。
準此，{\displaystyle I^{1}}之連續對偶亦自然同構於{\displaystyle I^{\infty }}。再者，巴拿赫空間{\displaystyle c}（賦以上確界範數之全體收斂序列）及{\displaystyle c_{0}}（{\displaystyle c}中收斂至零者）之連續對偶皆自然同構於{\displaystyle I^{1}}。

### 進一步的性質
若{\displaystyle V}為希爾伯特空間，則其連續對偶亦然，並反同構於{\displaystyle V}；此即是里斯表示定理的陳述，同時也啟發了量子力學之數學描述時所用的狄拉克符號。
類似雙重代數對偶，對連續線性算子亦有連續單射{\displaystyle \psi :V\rightarrow V''}，此映射實為等距同構，即 {\displaystyle \left\Vert \psi (x)\right\Vert =\left\Vert x\right\Vert }對一切{\displaystyle V}中{\displaystyle x}皆真。使{\displaystyle \psi }為雙射之空間稱自反空间。
連續對偶賦{\displaystyle V}以一新拓撲，稱之為弱拓撲。
若V之對偶可分，則{\displaystyle V}亦可分。反之則不然：考慮空間{\displaystyle I_{1}}，則其對偶{\displaystyle I\infty }不可分。

## 引用
- Bourbaki, Nicolas. . Springer-Verlag. 1989. ISBN 3-540-64243-9.
- Paul Halmos. . Springer. 1974. ISBN 0387900934.
- Walter Rudin. . McGraw-Hill Science. 1991. ISBN 978-0070542365.